# (23594) 1995 VJ2
(23594) 1995 VJ2 est un astéroïde de la ceinture principale d'astéroïdes découvert en 1995.

## Description
(23594) 1995 VJ2 a été découvert le 13 novembre 1995 à l'observatoire de Nachikatsuura au Japon, par Yoshisada Shimizu et Takeshi Urata.

### Caractéristiques orbitales
L'orbite de cet astéroïde est caractérisée par un demi-grand axe de 2,47 UA, un périhélie de 2,18 UA, une excentricité de 0,12 et une inclinaison de 15,41° par rapport à l'écliptique. Du fait de ces caractéristiques, à savoir un demi-grand axe compris entre 2 et 3,2 UA et un périhélie supérieur à 1,666 UA, il est classé, selon la JPL Small-Body Database, comme objet de la ceinture principale d'astéroïdes.

### Caractéristiques physiques
(23594) 1995 VJ2 a une magnitude absolue (H) de 14,3 et un albédo estimé à 0,170.